# Hatschekia pygmaea
Hatschekia pygmaea är en kräftdjursart som beskrevs av T. Scott och A. Scott 1913. Hatschekia pygmaea ingår i släktet Hatschekia och familjen Hatschekiidae. Inga underarter finns listade i Catalogue of Life.